# Budy (powiat de Mońki)
Pour les articles homonymes, voir Budy.
Budy est un village polonais de la gmina de Trzcianne dans le powiat de Mońki et dans la voïvodie de Podlachie. Il se situe à environ 10 kilomètres à l'ouest de Trzcianne, à 16 kilomètres au sud-ouest de Mońki et à 50 kilomètres au nord-ouest de Bialystok. 